# Rhodafra opheltes
Rhodafra opheltes är en fjärilsart som beskrevs av Pieter Cramer 1780. Rhodafra opheltes ingår i släktet Rhodafra och familjen svärmare. Inga underarter finns listade.

## Bildgalleri

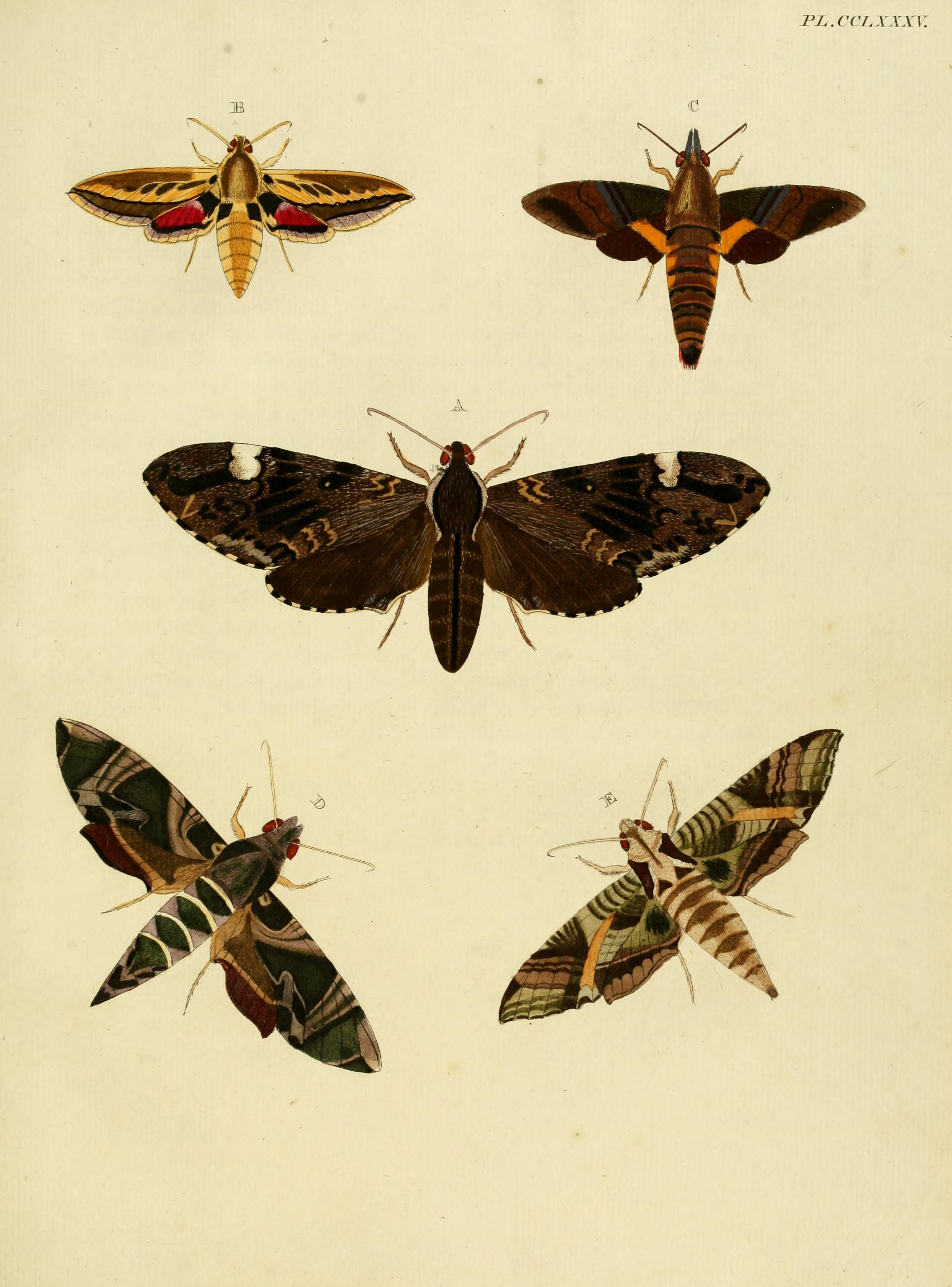